# 冬季奧林匹克運動會軍事巡邏比賽
軍事巡邏曾出現在冬季奧運會中出現四次：分別是1924年、1928年、1936年和1948年。1924年曾經為軍事巡邏頒發獎牌，但在其他三屆冬季運動會中則是表演項目。
軍事巡邏於1960年以冬季兩項形式正式列入奧運項目，『Biathlon』一詞來自希臘文「兩場試驗」（two test），如今指的是兩個運動項目：越野滑雪和射擊。
現時国际奥林匹克委员会官方網站將1924年奧運會軍事巡邏比賽視為獨立項目，不與 滑雪或冬季兩項運動混為一談。然而1924年的官方報告將其視為滑雪項目中的一個項目。

## 獎牌榜
來源：

| 排名                     | 国家 / 地区              | 金牌 | 銀牌 | 銅牌 | 总计 |
| ------------------------ | ------------------------ | ---- | ---- | ---- | ---- |
| 1                        | 瑞士（SUI）              | 1    | 0    | 0    | 1    |
| 2                        | 芬兰（FIN）              | 0    | 1    | 0    | 1    |
| 3                        | 法国（FRA）              | 0    | 0    | 1    | 1    |
| 总计（共3个国家 / 地区） | 总计（共3个国家 / 地区） | 1    | 1    | 1    | 3    |